# Stukenbrock
Stukenbrock et Stukenbrock-Senne sont des quartiers de la commune de Schloß Holte-Stukenbrock dans l'État de Rhénanie-du-Nord-Westphalie en Allemagne occidentale, qui fait partie de l'arrondissement de Gütersloh.

## Géographie
Ils se situent au sud de la région de la forêt de Teutberg, près de l'Ems.

## Histoire
Des villages du nom de Brechtme et Gockersterteshusen sont relevés sur son territoire actuel au XIIe siècle et le nom de Stukenbroicke se transforme en Stukenbrock en 1531.
La commune de Stukenbrock fusionne en 1970 avec les villages de Schloss Neuhaus et les communes de Schloss Holte pour former, avec une partie de la commune de Sende, la nouvelle commune de Schloss Holte-Stukenbrock. Elle obtient le statut de ville en 2003.

## Culture et lieux touristiques
- L'église paroissiale catholique Saint-Joseph a été construite en 1614 et sa tour occidentale en 1683. Elle a été consacrée en 1686. L'évêque-électeur Mgr Ferdinand von Fürstenberg a fait don du maître-autel en 1683 et des tableaux et autels latéraux rococo ont été offerts peu après.
- La Brinkkapelle, ou chapelle Saint-Antoine-de-Padoue, avec son toit de chaume a été construite en 1730.
- La ferme Welschof était la maison du bailli et a été construite en 1554.

## Lieux de mémoire de la Seconde Guerre mondiale
À proximité se trouve le cimetière soviétique, lieu de mémoire qui abrite les sépultures de 65 000 morts soviétiques, prisonniers de guerre morts au Stammlager VI K (326) entre 1941 et 1945. Ce fut aussi à partir de 1942 un camp d'internement de prisonniers polonais, serbes et français, ainsi que de quelques Italiens à la fin de 1943.
Les Soviétiques, à part et qui constituaient l'immense majorité de ce camp de Stukenbrock-Senne, étaient les plus mal traités, devant eux-mêmes creuser leurs tombes. Ils travaillaient dans des mines de charbon. 300 000 soldats passèrent par ce camp. 70 000 y moururent dont 65 000 soldats soviétiques. Le camp fut libéré par les troupes américaines en avril 1945 et servit après de camp d'internement pour les soldats allemands, tandis que dans le camp à proximité d'Augustdorf, surnommé Hutted-Camp, les anciens prisonniers de guerre soviétiques attendaient leur rapatriement en URSS.
Un obélisque a été érigé au milieu du cimetière, qui abrite 36 fosses, avec cette inscription en allemand : Ici reposent 65 000 soldats russes conduits à la mort par l'emprisonnement fasciste. Reposez en paix, camarades! Raïssa Gorbatchev a effectué une visite officielle au cimetière en 1989. 
Une plaque en leur mémoire a été apposée à la gare de Hövelhof. Une cérémonie intitulée Blumen für Stukenbrock a lieu chaque année en septembre.